# Pomacea superba
Pomacea (Limnopomus) superba Marshall, 1928, es un caracol dulceacuícola de la familia Ampullariidae (=Pilidae) caracterizado por su tamaño pequeño de máximo 5 cm. Es poco lo que se conoce de este caracol a pesar de las altas densidades poblaciones que presenta en las zonas donde habita.

## Taxonomía y Sistemática
Taxonómicamente la Pomacea superba es un molusco, gastropodo de la familia Ampullariidae (=Pilidae) descrito por William B. Marshall en 1928 en su artículo “New land and freshwater mollusks from Central and South America”."

## Morfología General
La Pomacea superba se caracteriza por presentar concha globosa, no umbilicada, turbinada bastante gruesa y fuerte. Presenta la vuelta del cuerpo grande y redondeada, con la espira alta. La abertura es grande. Con el labio externo presentando un reborde hacia el exterior, mientras que el labio interno presenta un callo blanco y grueso. La coloración es ocre pardusco, presentando bandas circulares envolventes las cuales se proyectan hacia el interior del labio externo. El tamaño de la concha adulta puede variar entre los 4 a 5 centímetros de longitud aunque la mayoría. 

## Biología y ecología
Pomacea superba habita en la zona del pie de monte andino y las sabanas cercana a este en los territorios de las repúblicas de Colombia y Venezuela. En estas zonas ella constituye una fuente alimentación para numerosas aves y peces y caimanes. 
Esta especie se caracteriza por presentar por lo general espira erodada es raro los ejemplares que la presentan completa.
Los sexos están separados y la copula se realiza en el agua.

## Distribución
Esta una especie originaria de América del Sur se le ha señalado para los territorios de Colombia y Venezuela. 